# دنبرو
دنبرو (الأوكرانية: Дніпро وبالروسية:Днепр) هي ثالث أكبر مدن أوكرانيا وأجملها يبلغ عدد سكانها 2.5 مليون نسمة وهي عاصمة الإقليم الذي يحمل اسمها والمركز الثقافي والإداري الأكبر للمنطقة الجنوبية الوسطى من البلاد. يعتمد اقتصاد المدينة على الصناعة وكانت إبان فترة انضمام أوكرانيا للاتحاد السوفييتي واحدة من أهم المدن السوفيتية في صناعات الفضاء والأسلحة. يعتمد نظام النقل بالمدينة على مترو دنبروبتروفسك الذي يتكوّن من خط واحد للمترو يشمل ستة محطات رئيسية والمدينة تطل على نهر الدنبير. تأسست المدينة عام 1776 .

## التاريخ
يعود أول ظهور لبشر بالمنطقة إلى أكثر من 150000 عام. بعد انتهاء العصر الجليدي منذ 10000 عام تقريبا ظهر السكان بالمنطقة من جديد وقاموا ببناء حضارة زراعية في الأغلب ما بين عامي 3500 إلى 2700 قبل الميلاد ويطلق على تلك الحضارة الحضارة التربيلية. قدمت على المنطقة بعد ذلك عدة قبائل كان أكثرها من الشمال والشرق والتي صارعت الحضارة التربيلية طويلا وبعدها لم تستقر المنطقة إلٌا حتى عام 200 قبل الميلاد وعرفت القبائل التي سيطرت على المنطقة بالسرماتيين. بعد ذلك بقرنين تقربيا وبعد ميلاد المسيح بدات القبائل السفلية هجرتها للمنطقة ونجحت في السيطرة عليها لفترة ليست بالقصيرة إلى أن استولت الإمبراطورية البيزنطية على المنطقة ككل في أوائل القرن الرابع وظل الحكم البيزنطي مستمرا إلى عام 1240 حينما غزا التتار المنطقة وبعد ذلك وفي القرن الخامس عشر ظهرت دولة جديدة عرفت بدولة الكوساكس واستطاعت السيطرة على المنطقة.
في القرن السادس عشر قامت بولندا بغزو المنطقة وقامت بإنشاء حصن عسكري في موقع المدينة عام 1635 وعرف بحصن كوداك وتمكنت القوات البولندية والروسية في الحد من النشاط العسكري لدولة الكوساكس عن طريق هذا الحصن. وفي أغسطس عام 1635 استطاع جيوش الكوساكس السيطرة على الحصن وهدمه ولكن بولندا أعادت بنائه عام 1638 وأعادت السيطرة على المنطقة وفي عام 1648 نجحت دولة الكوساكس من إعادة احتلال الحصن والسيطرة على المنطقة وفي عام 1711 وطبقا لاتفاقية سلام عقدت ما بين روسيا وتركيا تم هدم الحصن بعد طرد الكوساكس منه. وفي عام 1768 بدأت محاولات لإعادة استيطان المنطقة وأنشئت عدد من القرى بجانب موقع المدينة الحالي.
في عام 1774 قاتل الروس إلى جانب الكوساكس ضد تركيا خلال الحروب الروسية التركية 1768 إلى 1747 والتي انتهت بعقد معاهدة انتهت بخضوع المنطقة لروسيا. وفي مايو 1775 قام الروس بتدمير حصن زابوريزيهان سيش والذي تدميره تعد نهاية لدولة الكوساكس وبعدها تم إنشاء المدينة إلى الشمال من موقعها الحالي ولكن بسبب سوء هذا الموقع ووعورة أراضيه تم نقل المدينة وسكانها الذين بلغ تعدادهم في ذاك الوقت 2194 إلى موقعها الحالي وتم تهجير سكان مدينة زابوريزيهان سيش إلى المدينة الجديدة التي أطلق عليها اسم ياكاتورونوسلاف وأنشئت بها عدة قصور وكاتدرائيات وحدائق عامة. نمت المدينة بسرعة وأصبحت ثالث مدن الإمبراطورية الروسية التي يتم إمدادها بالكهرباء وافتتحت بها مدرسة للتعدين في 1898 ووصلت بخطوط القطارات عام 1900 واشتهرت بالفحم والحديد والذين أُنتجا فيها وصنعا على نطاق واسع. وفي عام 1905 ونتيجة لهزيمة الروس ضد اليابان قامت بروسيا عدة ثورات مناهضة للقيصر وكان بعضها بالمدينة وتصدى الجيش لها مما أدى لجرح وقتل المئات.
بعد الثورة البلشفية عام 1917 ظهرت الحكومة الأوكرانية وأصبحت أوكرانيا دولة مستقلة بقيادة تسنترنلا رادا ولكن في يوليو 1918 قامت القوات النمساوية المعادية لأوكرانيا باحتلال المدينة إلى أن نجح الجيش الأحمر في الوصول إلى المدينة عام 1919 وضمها إلى الاتحاد السوفيتي.
تحت الحكم السوفييتي ظلت المدينة حتى 12 أكتوبر عام 1942 حيث احتلتها قوات ألمانيا النازية. وقبل الاحتلال كانت مركزا هاما لليهود في الاتحاد السوفيتي وكان بها ما يزيد عن 80000 يهودي.
بعد الحرب العالمية الثانية عادت للمدينة أهميتها الاقتصادية والسياسية ونشئت بها مؤسسة يازيهماش لصناعة الصواريخ البلاستية وأصبحت مركزا هاما للصناعات المتعلقة بالفضاء في الاتحاد السوفييتي وقد أطلق من مدينة دنيبروبتروفسك أول صاروخ فضاء في العالم من منطقة (الغاغارينا) حيث سميت بهذا الاسم نسبة إلى رائد الفضاء السوفييتي الأول (يوري غاغارينا)
عام 1991 أصبحت المدينة جزءا من أوكرانيا بعد استقلالها عن الاتحاد السوفيتي.

## النقل والمواصلات
يعتمد النقل في المدينة أساسا على المترو ويوجد بالمدينة مطار دولي يُدعى مطار دنيبروبتروفسك الدولي (Dnipropetrovsk International Airport) والنقل النهري لا يستخدم إلا لأغراض سياحية.

## السكان
يبلغ عدد سكانها حوالي 1046922 نسمة.
تُعتبر مدينة دنيبروبتروفسك الذي يقطن فيها ما يفوق عن مليون نسمةٍ ثالثَ أكبر مدينة من حيث تعداد السكان بعد مدينتَيْ كييف العاصمة وخاركوف. وهي واحدةٌ من أجمل المدن الأوكرانية. في بدايات القرن 20 كانت دنيبروبتروفسك أهمّ مركزٍ لصناعة المعادن وصناعة الآلات، وصناعة الطيران وإنتاج الصواريخ .
تمتزج الأبنية الشاهقة الجديدة في هذه المدينة الصناعية مع الأبنية القديمة. واحدٌ من الأبنية القديمة الذي أُعيد بناؤه وهو قصر بوتمكينسك المشيّد منذ العام 1790، وكذلك ثلاثة حصونٍ قديمةٍ عائدةٌ للقرن 17: حصن كوداك سكايا، وحصن نوفوبوغوروديزكايا، وحصن كايدالي الجديد. خلال عصر الإمبراطورية الروسية تم إنشاء كاتدرائية تجلّي المسيح عام 1786 حسب خطة بناء إيكاترينا الثانية. وخطة بناء تلك الكاتدرائية قد تجاوز أبعاد كاتدرائية بطرس وباول الرومانية، حيث يفوق طولها 150 متراً وبارتفاع 139 متراً. ولقد شُيِّد الآن أكبر كنيسٍ يهوديٍّ في العالم وهو مزودٌ بمتحفٍ للمحرقة اليهودية
تشتهر مدينة دنيبروبتروفسك بناطحات السحاب أيضاً، ولذلك تمّ بناء المُعَقَّدِ «براما» الذي يبلغ ارتفاعه 200 متراً، والذي يتضمن 50 متجراً تجارياً. يبلغ طول أطول بناء سكني 830 متراً، ولكي يصل القاطن فيه من إحدى نهايتيه إلى الأخرى يجب أن يجتاز مسافةً تُقدَّر بموقفين للحافلة الكهربائية
في مدينة دنيبروبتروفسك وعلى طول جانب نهر دنيبر الأيمن يمتد أطول سدٍّ في أوروبا والذي يبغ طوله 23 كيلومتراً . وقد ُنصِّبَ ينبوع البجع عليه عام 2005، يتميز ذلك الينبوع بإمكانية تغيير طريقة عمله وتغيير اتجاه الأمواج؛ وذلك بالأجنحة التي تستدير بشكلٍ دائريٍّ. ويصل عمق النهر في وسطه إلى 50 متراً، وذلك عندما يعمل الينبوع بكامل طاقته. وتتواجد خمسة جسورٍ فوق نهر دينيبر في مدينة دنيبروبتروفسك، وأطول هذه الجسور جسر كايدال سكايا البالغ طوله 1732 متراً .
وبسبب الأبنية الضخمة في دنيبروبتروفسك فإن قطار الأنفاق فيها يعتبر الأقصر في العالم: 6 محطات وطول السكة 7,8 كيلومتراً
تنجذب مجموعة من السياح إلى دنيبروبتروفسك لوجود الجزيرة الرهبانيّة فيها والتي تُعتبر مكاناً تاريخياً أسطورياً في دنيبروبتروفسك. ومن بين المعالم التاريخية في المدينة هناك اهتمام خاص بنساء سيثيان ـ يتواجد أكبر عددٍ منهنّ في أوكرانيا
لقد عاشت العديد من الشخصيات التاريخية والمعاصرة المشهورة في دنيبروبتروفسك على مرّ العصور. فالشاعر الروسيّ المعروف عالمياً إليكساندر بوشكين نُفِيَ هنا، وكذلك الممثلة الأمريكية المشهورة ميلا لوفوفيتش كانت قد أمضت جزءاً من طفولتها في روضة الأطفال ذات الرقم 27 عام 1978 .